# ショウナンパントル
ショウナンパントル（欧字名:Shonan Peintre、2002年2月20日 - 2011年3月22日）は、日本の競走馬、繁殖牝馬。
2004年のJRA賞最優秀2歳牝馬である。同年の阪神ジュベナイルフィリーズ（GI）を優勝した。

## 生涯

### デビューまで
バブルウイングスは、1992年にフランスで生産された父In the Wingsの牝馬である。イギリスで競走馬として19戦4勝を挙げて引退。1998年に日本に輸入されて、白老ファームにて繁殖牝馬となった。初年度は、ブライアンズタイムと交配し、初仔の牝馬を生産。それから2年目は父サンデーサイレンスの牝馬、3年目は父スペシャルウィークの牡馬を生産する。4年目となる2001年は、再びサンデーサイレンスを交配。2002年2月20日、北海道白老町の白老ファームにて、4番仔（後のショウナンパントル）が誕生する。4番仔は牧場の厩舎長によれば「ひときわ目立つようなサンデー（サイレンス）の仔ではありませんでした」と回顧している。胃腸が弱く下痢を催すことが多々あり、冬毛もなかなか抜け替わらなかったという。
4番仔は「ショウナン」の冠名を用いる馬主国本哲秀が購入する。2002年の高松宮記念をショウナンカンプで勝利していた国本は、そのショウナンカンプの管理調教師大久保洋吉に対して、優勝のお祝いに何かプレゼントしたいと申し出ていた。すると大久保は馬と答えたため、二人で白老ファームを視察。5頭いたサンデーサイレンス産駒から、大久保がこの4番仔を選り抜いていた。国本は、この4番仔に冠名「ショウナン」とフランス語で画家を意味する「パントル」を組み合わせた「ショウナンパントル」という競走馬名を与えている。ショウナンパントルは、大久保厩舎に入厩する。

### 競走馬時代
2004年7月24日、新潟競馬場の新馬戦（芝1600メートル）に3番人気でデビュー、吉田豊が騎乗し半馬身差をつけ初勝利を挙げる。それから9月5日の新潟2歳ステークス（GIII）に3番人気で重賞初出走。3番手から早めに抜け出すことに成功したが、大外から追い込んだ1番人気マイネルレコルトに差し切られて2着。続いて大久保は、関西への輸送を経験させるために、敢えて牡馬相手のデイリー杯2歳ステークス（GII）を選択、2番人気に推された。中団を追走して直線では内を突いたが、大外から追い込んだペールギュントなどの末脚には劣り5着となる。

12月5日、阪神ジュベナイルフィリーズ（GI）でGI初出走。ファンタジーステークスを勝利した2戦2勝ラインクラフトが1.5倍の1番人気、デイリー杯2歳ステークスでペールギュントに1馬身差の2着だったライラプスが8.5倍の2番人気、函館2歳ステークスを勝利した2戦2勝アンブロワーズが11.9倍の3番人気に推される一方、ショウナンパントルは22.3倍の8番人気だった。
スタートから後方内を追走、直線では、進路を外に求めた。先に抜け出たアンブロワーズと、後方から追い上げるラインクラフトの間から進出した。その3頭が並び立って競り合いながら入線。アンブロワーズにアタマ差、ラインクラフトにアタマ+ハナ差先着した。GIならびに重賞初勝利、1993年ヒシアマゾン以来2例目となる1勝馬の優勝、1996年メジロドーベル以来2例目となる新潟デビュー馬による優勝であった。また、大久保や吉田は1996年メジロドーベル以来の阪神ジュベナイルフィリーズ優勝。白老ファームは、前週のゴールデンジュビリーデーに行われたGI2つを独占しており、GI3連勝となった。大久保は「桜花賞はメジロドーベルが取ることの出来なかったレースで、まずはそれを目指したいです。」と述べている。この年のJRA賞では、285票中271票を集めてJRA賞最優秀2歳牝馬を受賞している。
3歳となった2005年は、東京競馬場で行われる優駿牝馬（オークス）に向けて、一度東京を使いたいとクイーンカップ（GIII）で始動したが12着敗退。その後、牝馬クラシックの桜花賞、優駿牝馬（オークス）と連戦したが、13着、7着と敗退する。秋は、秋華賞のトライアル競走である紫苑ステークス（OP）で始動し2着。優先出走権を得て秋華賞に臨み8着となった。その後、エリザベス女王杯、2006年2戦、2007年5戦はすべて二桁着順。連敗を13まで伸ばした京成杯オータムハンデキャップ（GIII）を最後に競走馬を引退した。2007年9月15日付でJRAの競走馬登録を抹消する。

### 繁殖牝馬時代
翌2008年から、北海道平取町のスガタ牧場で繁殖牝馬となっていたが、やがて生まれ故郷の白老町、社台コーポレーション白老ファームで供用される。初年度はファルブラヴが留まらず、ブライアンズタイムを受胎。産まれた初仔の牝馬は、出生登録されたのみだった。2年目は、チチカステナンゴと交配したが、流産。3年目には、国本がかつて所有したショウナンカンプと交配し、2番仔となる牡馬を生産した。両親と同じく国本が所有して、ショウナンアチーヴという名で産駒として初めて競走馬デビュー。デビュー2戦目で産駒初勝利を挙げ、GI初挑戦となった2013年朝日杯フューチュリティステークスでは、優勝したアジアエクスプレスに1馬身4分の1差及ばず2着となった。翌2014年のニュージーランドトロフィー（GII）では、同じく国本所有のショウナンワダチにハナ差先着して優勝、産駒初の重賞タイトルを挙げた。ショウナンパントルは、ショウナンアチーヴを産み落とした後の2011年春に事故に遭遇、その年の3月22日に9歳で死亡する。

## 競走成績
以下の内容は、netkeiba.comおよびJBISサーチの情報に基づく。
| 競走日     | 競馬場 | 競走名           | 格   | 距離（馬場）  | 頭 数 | 枠 番 | 馬 番 | オッズ （人気） | 着順 | タイム （上り3F） | 着差 | 騎手      | 斤量 [kg] | 1着馬（2着馬）       | 馬体重 [kg] |
| ---------- | ------ | ---------------- | ---- | ------------- | ----- | ----- | ----- | --------------- | ---- | ----------------- | ---- | --------- | --------- | -------------------- | ----------- |
| 2004.07.24 | 新潟   | 2歳新馬          |      | 芝1600m（良） | 11    | 4     | 4     | 009.20（3人）   | 01着 | R1:37.0（33.0）   | -0.3 | 0吉田豊   | 54        | （ミステリーゲスト） | 436         |
| 0000.09.05 | 新潟   | 新潟2歳S         | GIII | 芝1600m（良） | 12    | 3     | 3     | 006.00（3人）   | 02着 | R1:35.0（33.5）   | -0.2 | 0吉田豊   | 54        | マイネルレコルト     | 446         |
| 0000.10.16 | 京都   | デイリー杯2歳S   | GII  | 芝1600m（良） | 13    | 3     | 4     | 005.70（2人）   | 05着 | R1:34.5（35.2）   | -0.2 | 0吉田豊   | 54        | ペールギュント       | 440         |
| 0000.12.05 | 阪神   | 阪神JF           | GI   | 芝1600m（良） | 18    | 3     | 5     | 022.30（8人）   | 01着 | R1:35.2（34.4）   | -0.0 | 0吉田豊   | 54        | （アンブロワーズ）   | 446         |
| 2005.02.16 | 東京   | クイーンC        | GII  | 芝1600m（重） | 16    | 7     | 14    | 003.60（2人）   | 12着 | R1:39.5（37.8）   | -1.4 | 0吉田豊   | 56        | ライラプス           | 458         |
| 0000.04.10 | 阪神   | 桜花賞           | GI   | 芝1600m（良） | 18    | 8     | 18    | 016.40（7人）   | 13着 | R1:35.0（35.1）   | -1.5 | 0吉田豊   | 55        | ラインクラフト       | 446         |
| 0000.05.22 | 東京   | 優駿牝馬         | GI   | 芝2400m（良） | 18    | 8     | 17    | 029.60（9人）   | 07着 | R2:29.4（34.1）   | -0.6 | 0吉田豊   | 55        | シーザリオ           | 452         |
| 0000.09.10 | 中山   | 紫苑S            | OP   | 芝1800m（良） | 9     | 6     | 6     | 002.90（1人）   | 02着 | R1:49.2（33.6）   | -0.1 | 0吉田豊   | 54        | コスモマーベラス     | 450         |
| 0000.10.16 | 京都   | 秋華賞           | GI   | 芝2000m（良） | 18    | 6     | 12    | 024.00（4人）   | 08着 | R2:00.5（35.1）   | -1.3 | 0吉田豊   | 55        | エアメサイア         | 452         |
| 0000.11.13 | 京都   | エリザベス女王杯 | GI   | 芝2200m（良） | 18    | 2     | 4     | 089.5（14人）   | 15着 | R2:13.9（35.1）   | -1.4 | 0吉田豊   | 54        | スイープトウショウ   | 448         |
| 2006.04.08 | 阪神   | 阪神牝馬S        | GII  | 芝1400m（良） | 12    | 5     | 6     | 044.10（9人）   | 11着 | R1:23.0（36.3）   | -1.8 | 0吉田豊   | 55        | ラインクラフト       | 456         |
| 0000.05.14 | 東京   | ヴィクトリアM    | GI   | 芝1600m（稍） | 18    | 6     | 12    | 234.1（18人）   | 17着 | R1:35.7（34.5）   | -1.7 | 0吉田豊   | 55        | ダンスインザムード   | 452         |
| 2007.05.06 | 京都   | 都大路S          | OP   | 芝1600m（重） | 15    | 4     | 7     | 091.7（14人）   | 15着 | R1:39.7（39.8）   | -3.3 | 0小林徹弥 | 52        | スーパーホーネット   | 474         |
| 0000.06.17 | 阪神   | マーメイドS      | GIII | 芝2000m（良） | 12    | 6     | 8     | 039.5（11人）   | 12着 | R2:01.4（37.2）   | -3.0 | 0川田将雅 | 52        | ディアチャンス       | 446         |
| 0000.07.15 | 新潟   | アイビスサマーD  | GIII | 芝1000m（重） | 18    | 8     | 17    | 234.1（16人）   | 12着 | R-55.9（32.9）    | -0.8 | 0田中勝春 | 54        | サンアディユ         | 460         |
| 0000.08.26 | 札幌   | キーンランドC    | GIII | 芝1200m（良） | 15    | 6     | 12    | 117.1（16人）   | 12着 | R1:09.4（34.5）   | -0.8 | 0川島信二 | 54        | クーヴェルチュール   | 458         |
| 0000.09.09 | 新潟   | 京成杯オータムH  | GIII | 芝1600m（良） | 16    | 7     | 14    | 076.8（14人）   | 16着 | R1:34.2（34.6）   | -1.6 | 0吉田豊   | 50        | キングストレイル     | 458         |

## 繁殖成績
|       | 生年   | 馬名               | 性 | 毛色   | 父                 | 厩舎           | 馬主     | 戦績    | 勝ち鞍           | 供用   | 出典   |
| ----- | ------ | ------------------ | -- | ------ | ------------------ | -------------- | -------- | ------- | ---------------- | ------ | ------ |
| 初仔  | 2009年 | （出生のみ）       | 牝 | 鹿毛   | ブライアンズタイム |                |          |         |                  |        | [ 20 ] |
|       | 2010年 | （流産）           |    |        | チチカステナンゴ   |                |          |         |                  |        | [ 25 ] |
| 2番仔 | 2011年 | ショウナンアチーヴ | 牡 | 黒鹿毛 | ショウナンカンプ   | 国枝栄（美浦） | 国本哲秀 | 32戦3勝 | 2014年NZT（GII） | 誘導馬 | [ 26 ] |
|       | 2012年 | （不明）           |    |        | ハービンジャー     |                |          |         |                  |        | [ 25 ] |

## 血統表
| ショウナンパントルの血統                           | ショウナンパントルの血統                                 | ショウナンパントルの血統          | （血統表の出典）               | （血統表の出典） |
| 父系                                               | サンデーサイレンス系                                     | サンデーサイレンス系              | サンデーサイレンス系           |                  |
| 父 * サンデーサイレンス Sunday Silence 1986 青鹿毛 | 父の父Halo 1969 黒鹿毛                                   | Hail to Reason                    | Turn-to                        | Turn-to          |
| 父 * サンデーサイレンス Sunday Silence 1986 青鹿毛 | 父の父Halo 1969 黒鹿毛                                   | Hail to Reason                    | Nothirdchance                  |                  |
| 父 * サンデーサイレンス Sunday Silence 1986 青鹿毛 | 父の父Halo 1969 黒鹿毛                                   | Cosmah                            | Cosmic Bomb                    | Cosmic Bomb      |
| 父 * サンデーサイレンス Sunday Silence 1986 青鹿毛 | 父の父Halo 1969 黒鹿毛                                   | Cosmah                            | Almahmoud                      |                  |
| 父 * サンデーサイレンス Sunday Silence 1986 青鹿毛 | 父の母Wishing Well 1975 鹿毛                             | Understanding                     | Promised Land                  | Promised Land    |
| 父 * サンデーサイレンス Sunday Silence 1986 青鹿毛 | 父の母Wishing Well 1975 鹿毛                             | Understanding                     | Pretty Ways                    |                  |
| 父 * サンデーサイレンス Sunday Silence 1986 青鹿毛 | 父の母Wishing Well 1975 鹿毛                             | Mountain Flower                   | Montparnasse                   | Montparnasse     |
| 父 * サンデーサイレンス Sunday Silence 1986 青鹿毛 | 父の母Wishing Well 1975 鹿毛                             | Mountain Flower                   | Edelweiss                      |                  |
| 母 * バブルウイングス Bubble Wings 1992 鹿毛       | 母の父In the Wings 1986 鹿毛                             | Sadler's Wells                    | Northern Dancer                | Northern Dancer  |
| 母 * バブルウイングス Bubble Wings 1992 鹿毛       | 母の父In the Wings 1986 鹿毛                             | Sadler's Wells                    | Fairy Bridge                   |                  |
| 母 * バブルウイングス Bubble Wings 1992 鹿毛       | 母の父In the Wings 1986 鹿毛                             | High Hawk                         | Shirley Heights                | Shirley Heights  |
| 母 * バブルウイングス Bubble Wings 1992 鹿毛       | 母の父In the Wings 1986 鹿毛                             | High Hawk                         | Sunbittern                     |                  |
| 母 * バブルウイングス Bubble Wings 1992 鹿毛       | 母の母* バブルプロスペクター Bubble Prospector 1984 栗毛 | Miswaki                           | Mr. Prospector                 | Mr. Prospector   |
| 母 * バブルウイングス Bubble Wings 1992 鹿毛       | 母の母* バブルプロスペクター Bubble Prospector 1984 栗毛 | Miswaki                           | Hopespringseternal             |                  |
| 母 * バブルウイングス Bubble Wings 1992 鹿毛       | 母の母* バブルプロスペクター Bubble Prospector 1984 栗毛 | * バブルカンパニー Bubble Company | Lyphard                        | Lyphard          |
| 母 * バブルウイングス Bubble Wings 1992 鹿毛       | 母の母* バブルプロスペクター Bubble Prospector 1984 栗毛 | * バブルカンパニー Bubble Company | Prodice                        |                  |
| 母系(F-No.)                                        | バブルウイングス(FR)系(FN:1-b)                           | バブルウイングス(FR)系(FN:1-b)    | バブルウイングス(FR)系(FN:1-b) | [ § 2 ]          |
| 5代内の近親交配                                    | Northern Dancer 4･5（母内）                              | Northern Dancer 4･5（母内）       | Northern Dancer 4･5（母内）    | [ § 3 ]          |
| 出典                                               | 1. 2. 3.                                                 | 1. 2. 3.                          | 1. 2. 3.                       | 1. 2. 3.         |

- 祖母バブルプロスペクターの半兄にキャンディストライプス、半弟にバブルガムフェローがいる。
- 叔母にマニックサンデー、叔父にザッツザプレンティがいる。
- 半妹ウイングオブラック（父ブライアンズタイム）の孫にコスモフリーゲン。